# カンタブリア公国

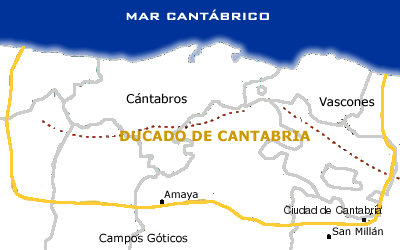
カンタブリア公国の領域（推定）

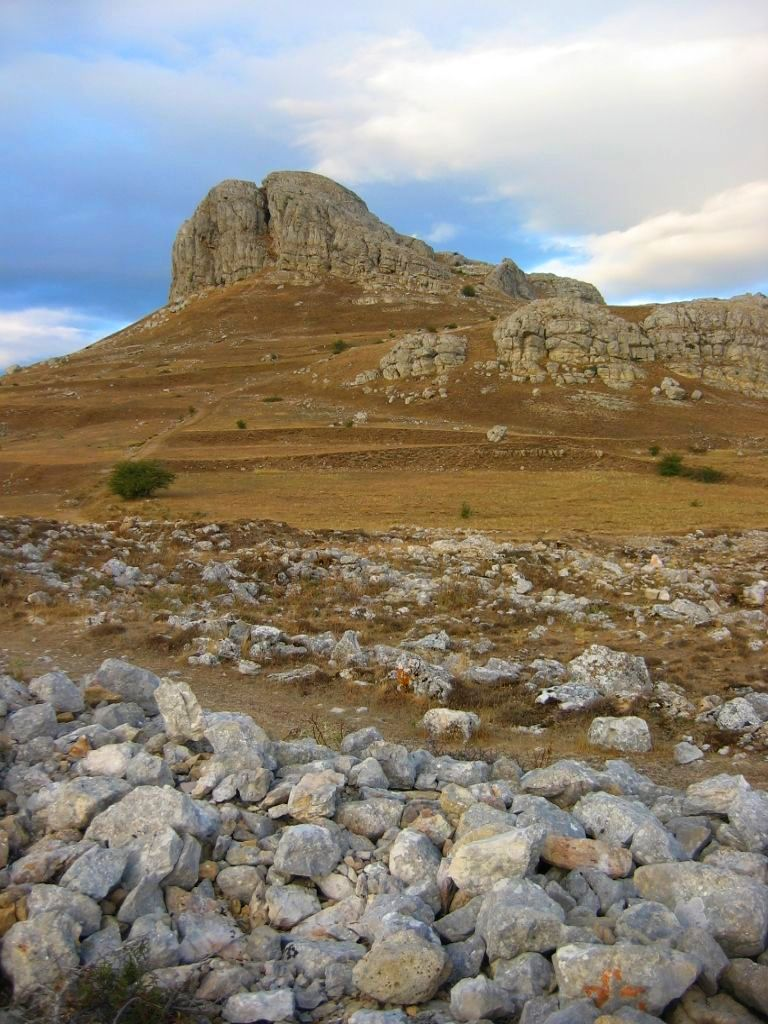
ペーニャ・アマヤ遺跡。古代にカンタブリ人の町があった。カンタブリア公国の南辺に位置し、物見塔が設置されていたと考えられている。

カンタブリア公国（カンタブリアこうこく、スペイン語: Ducado de Cantabria、カンタブリア語: Ducáu de Cantabria）は、西ゴート王国がカンタブリ人やバスク人と対抗するためにスペイン北西部に設置した辺境領である。時代によって変動した領域の広がりを確定するのは難しいが、おそらくカンタブリア、カスティーリャ北部の一部、ラ・リオハ、西バスク（エンカルテリ）、アラバを含んでいたものと考えられている。
西ゴート人による征服以前のカンタブリアには、アマヤ（ブルゴス県北部）と古カンタブリア市という2つの中心都市があった。後者は現在のログローニョ付近にあったと考えられている。しかしこの両市は574年に西ゴート王リウヴィギルドによって滅ぼされ、多くの住民が虐殺された。この事件は伝説となって長い間人々の記憶に残った。サラゴサ司教ブラウリオ（590年 - 651年）は、彼の著作『聖ミジャン伝』の中で,、聖ミジャンがカンタブリ人の罪ゆえに彼らが滅ぼされるのを予言したことが記されている。ナバラのコデースにある修道院は、カンタブリア市から逃れて改宗した難民が創設されたと信じられている。
聖アエミリアヌスの著作にはカンタブリアに元老院が存在したことが言及されている。これはヒスパノ・ローマ人の最後の独立した政府機構であった可能性がある。また原住民の名として、民族的由来は不明なもののシコリウスやトゥエンティウスなどが知られているほか、ホノリウスやネポティアヌスなどラテン人的な名前も散見される。
581年、ボルドー伯ガラクトリウスがバスク人やカンタブリ人と戦っていたことがヴェナンティウス・フォルトゥナトゥスの詩の中で言及されている。一方で偽フレデガリウス年代記は、西ゴート王シセブトによるバスク・カンタブリア征服までフランシオというカンタブリア公が長くこの地を統治していたと伝えている。考古学的な研究の結果、千年紀の終わりごろにはピレネー山脈を越えてバスク地方に至る文化や経済、人の流れがあったことが確認されており、記録が無い時代にもここに何らかの人々を引き寄せる政権があったことをうかがわせている。
西ゴート時代末期にカンタブリア公国が緩衝地帯として設置されたことは、6世紀のカンタブリ人敗北の第二段階が過ぎた後も西ゴート人とバスク人が争っていたことを示している。670年、西ゴート王ワムバはバスク遠征中にセプティマニアでの反乱の報をうけている。数少ない名の知られたカンタブリア公にアストゥリアス王アルフォンソ1世の父ペドロがおり、彼はウマイヤ朝のヒスパニア征服中の9世紀のアストゥリアス王国の文書で言及されている。